# Ritorno della mandria

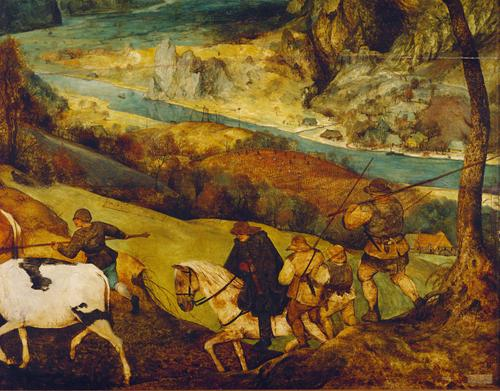
Dettaglio

Il Ritorno della mandria è un dipinto olio su tavola (117x159 cm) di Pieter Bruegel il Vecchio, datato 1565 e conservato nel Kunsthistorisches Museum di Vienna. È firmato "BRVEGEL MDLXV".

## Storia
L'opera fa parte della serie dei Mesi, completata con sole cinque tavole e già in possesso di Niclaes Jonghelinck di Anversa. Appena un anno dopo, nel 1566, venne ceduta all'amministrazione cittadina e nel 1594 fu l'oggetto di un dono a Ernesto d'Asburgo.

## Descrizione e stile
La scena rappresenta probabilmente i mesi di ottobre e novembre, col faticoso cammino degli uomini e degli animali, di ritorno dal pascolo, verso la stalla in secondo piano. Come in altre opere dell'artista, gran parte della tavola ospita un vasto paesaggio, in questo caso autunnale, dominato dal contrasto tra i colori caldi della vegetazione e quelli cupi e freddi del cielo che volge all'oscurità. Attentamente descritta è la natura e i mutamenti che essa subisce sia per il variare delle stagioni che per l'attività dell'uomo. In secondo piano si vede ad esempio un vigneto vendemmiato e una rete per l'uccellagione, segni della presenza umana.
Per rendere gli effetti più fini, come la secchezza degli alberi e il fogliame a terra, Bruegel punteggio il colore di base col pennello quasi asciutto, in modo da lasciare visibili i singoli segni e il fondo opportunamente preparato, in terra di Siena.
Non è chiaro se l'intero ciclo celebri l'epopea contadina nell'anno solare o, contrariamente, la grandiosità della Natura, con le piccole figure quasi schiacciate.